# Oh Min-ae
Oh Min-ae (en hangul, 오민애; nacida el 10 de septiembre de 1965) es una actriz surcoreana. Durante los primeros años de carrera adoptó el nombre artístico de Oh Joo-hee.

## Vida personal
Hasta los años de su éxito tardío, Oh Min-ae no ha tenido una vida fácil. Nació como hija de una madre soltera y sufrió violencia doméstica mientras crecía. Se encontró en una situación en la que tenía que ser el cabeza de familia, con un hermano diez años menor que ella, así que abandonó la escuela secundaria en segundo curso y comenzó a ganar dinero: según ella misma, «no hay trabajo que no haya probado, incluido repartir leche, vender periódicos (no entrega a domicilio) y ser camarera en un bar». Mucho más tarde retomaría los estudios hasta graduarse en bienestar social e incluso hacer un posgrado en asesoramiento psicológico por la universidad Soongsil. Llegó al mundo de la actuación de forma accidental. A los 27 años trabajaba como instructora de aeróbica; un día fue a una agencia de viajes para preparar un viaje de mochilera a la India, y el empleado de la agencia la tomó por actriz y la presentó para un papel en teatro. Al día siguiente se unió a la compañía y renunció al viaje. Así comenzó su carrera, aunque no terminaron los trances difíciles. Uno de ellos llegó con el cambio de siglo: exasperada por la vida insatisfactoria que llevaba, el 1 de enero de 2000 decidió ingresar en el templo budista Cheongunsa, donde vivió durante un año y medio. A la vuelta formó un sindicato de artes escénicas, lo que añadido a los cuidados familiares (está casada y tiene un hijo) y los estudios universitarios le restó tiempo para subir a los escenarios. Más adelante, las necesidades económicas la llevaron a interrumpir de nuevo su carrera de actriz para trabajar en una compañía de tarjetas de crédito.

## Carrera
Sus primeros pasos como actriz fueron en el teatro; empezó como asistente de dirección de la obra Último beso (1992). Durante los primeros diez años trabajó con el nombre artístico de Oh Joo-hee. En el barrio de Daehakro, centro del teatro en Seúl, acumuló experiencia durante muchos años interpretando toda clase de personajes, aunque una constante en su carrera han sido, incluso desde joven, los papeles de madre o de niñera. Debutó en cine en 1999 con el papel de una maestra de escuela en Memento Mori. Esa primera experiencia cinematográfica resultó un episodio aislado, pues pasaron catorce años antes de volver a este medio con Boomerang Family, a la que siguieron papeles destacados en The Running Actress y The Outlaws, ambas ya en 2017. A pesar de la presencia de este último título, un exitoso filme comercial, ha trabajado con asiduidad en producciones de cine independiente.
2018 fue el año en que definitivamente pasó del teatro al cine y la televisión mientras continuaba con su trabajo para el sindicato de artes escénicas, en una coyuntura en la que el movimiento Me Too sacudía el mundillo teatral y la administración del sindicato recibía denuncias de violencia sexual dentro del mismo. Para Oh, «fue el momento más difícil de mi vida», y quiso alejarse del teatro. Llegó incluso a ser acusada de difamación en un proceso que pudo resolver sin abogado. También había una razón económica, pues la familia debía afrontar el costo de la educación del hijo. En ese momento proyectó pasar tres años dedicada exlusivamente al cine y la televisión. Desde que tomó esa decisión, en los primeros años del decenio sucesivo se consolidó como una de las actrices de mediana edad más destacadas del panorama surcoreano.
Un primer paso importante en su nueva etapa fue el cortometraje To Each Your Sarah (2019), que ganó el premio especial del jurado en la categoría de actuación en el Festival de Cortometrajes Mise-en-scène. En 2022 protagonizó Missing Yoon. Fue este su primer papel protagonista, tras veintitrés años de carrera, y le valió el premio a la mejor actriz en el 23.º Festival Internacional de Cine de Jeonju. En la segunda mitad de ese año rodó otros siete cortometrajes. Al año siguiente, de nuevo con el personaje de una madre, protagonizó About My Daughter, retrato de una mujer viuda que trabaja como cuidadora de ancianos y que reprime su ansiedad por la vejez y por la fatiga del trabajo, así como las preocupaciones que le causa su hija, hasta romper el lazo psicológico que las liga e independizarse de ella. Su trabajo mereció el premio a la actriz del año en el Festival de Busan de 2023.
Al mismo tiempo, se fue haciendo un rostro familiar en la pequeña pantalla, donde en los primeros años veinte se la recuerda sobre todo por sus apariciones en dos series de gran éxito: The Penthouse y La gloria. En ambas sus personajes son madres de familias ricas y llenas de esnobismo. Fueron estos años de trabajo intenso, que se reflejaron en una presencia continua de la actriz en alguna obra, de cine o televisión, hasta que en 2024, mientras iban saliendo las producciones en las que había participado (Because I Hate Korea, About My Daughter, Pilot, tres filmes estrenados a pocos días de distancia tras el verano, más las series La paradoja del asesino y La vorágine), comenzó un período de varios meses de descanso. Durante el mismo cambió de agencia, pues el 31 de mayo firmó un contrato con Pan Entertainment.
En 2025 volvió a la pequeña pantalla con el papel de la suegra del personaje protagonista en Si la vida te da mandarinas..., interpretado por IU. El extraordinario éxito de la serie tanto dentro como fuera de su país contribuyó a la popularidad de Seo, convertida en una especie de «suegra prototipo» para los espectadores, también objeto de memes, y experimentó un aumento de seguidores en las redes sociales. Curiosamente, no llegó al papel de forma directa, sino que antes de serle asignado interpretó a otros muchos personajes de la serie, como a alguna de las haenyeo, entre otros. Para preparar el papel fue a Jeju, escenario de la trama, a aprender el dialecto.

## Filmografía

### Cine
| Año  | Título                       | Hangul                 | Papel                        | Notas        | Ref.               |
| ---- | ---------------------------- | ---------------------- | ---------------------------- | ------------ | ------------------ |
| 1999 | Memento Mori                 | 여고괴담 두번째 이야기 | Maestra de escuela           |              | [ 6 ]              |
| 2013 | Boomerang Family             | 고령화가족             | Ama de llaves de la tía      |              | [ 6 ]              |
| 2013 | Happiness for Sale           | 미나문방구             | Cuidadora                    |              |                    |
| 2013 | The Five                     | 더 파이브              | Panadera                     |              |                    |
| 2013 | So Very, Very                | 찡찡 막막              | Hermana del director         |              |                    |
| 2017 | One Line                     | 원라인                 | Joo Hee-mo                   |              |                    |
| 2017 | The Running Actress          | 여배우는 오늘도        | Acto 2-líder del equipo PB   |              | [ 6 ]              |
| 2017 | The Outlaws                  | 범죄도시               | Comerciante de Garibong-dong |              | [ 6 ]              |
| 2018 | After Spring                 | 봄이가도               | Chamana                      |              |                    |
| 2019 | Race to Freedom: Um Bok Dong | 자전차왕 엄복동        | Sang-goong                   |              |                    |
| 2019 | To Each Your Sarah           | 나의 새라씨            | Jung-ja / Sarah              | Cortometraje | [ 6 ] [ 7 ]        |
| 2019 | Way Back Home                | 비밀의 정원            | Eun-sook                     |              |                    |
| 2020 | Moon Power                   | 태어나자마자 핵인싸    | Suegra                       |              |                    |
| 2020 | Beyond You                   | 그대 너머에            | Lee In-sook                  |              | [ 14 ]             |
| 2021 | The First Child              | 첫 번째 아이           | Tía de Jung-ah               |              | [ 15 ]             |
| 2021 | Unframed                     | 언프레임드             | Madre                        | Parte Rerun  |                    |
| 2021 | Chorokbam                    | 초록밤                 | O Min-a                      |              |                    |
| 2021 | Happy New Year               | 해피 뉴 이어           | Mujer de Sang-gyu            |              |                    |
| 2022 | Missing Yoon                 | 윤시내가 사라졌다      | Soon-yi                      | Protagonista | [ 7 ] [ 16 ]       |
| 2022 | Strange                      | 기기묘묘               | Daek Seo-am                  |              | [ 17 ] [ 18 ]      |
| 2022 | Ju Yeon                      | 주연                   | Madre                        |              |                    |
| 2022 | Mr. Review                   | 리뷰왕 장봉기          | Yeo-woon                     | Cortometraje | [ 19 ]             |
| 2023 | Soulmate                     | 소울메이트             | Yeong-ok                     |              | [ 20 ]             |
| 2023 | Because I Hate Korea         | 한국이 싫어서          | Min-ae                       |              | [ 3 ]              |
| 2023 | About My Daughter            | 딸에 대하여            | Madre                        |              | [ 2 ] [ 3 ] [ 21 ] |
| 2024 | Pilot                        | 파일럿                 | Kim An-ja                    |              | [ 22 ] [ 23 ]      |

### Series de televisión
| Año     | Título                         | Papel                            | Canal   | Notas                    | Ref.                 |
| ------- | ------------------------------ | -------------------------------- | ------- | ------------------------ | -------------------- |
| 2009    | Friend, Our Legend             | Madre de Jin-sook                | MBC     |                          |                      |
| 2011    | Pit-a-pat, My Love             | Tía de Ming-Ming                 | KBS     |                          |                      |
| 2013    | Miss Korea                     | Directora Choi                   | MBC     |                          |                      |
| 2018    | Mr. Sunshine                   | Mujer del señor Im               | tvN     |                          |                      |
| 2020    | The Penthouse: War in Life     | Señora Byeon                     | SBS     |                          | [ 7 ]                |
| 2021    | The Penthouse 2: War in Life   | Presidenta Byeon                 | SBS     |                          | [ 7 ]                |
| 2021    | The Penthouse 3: War in Life   | Presidenta Byeon                 | SBS     |                          | [ 7 ]                |
| 2021    | D.P.                           | Madre de Jun-mok                 | Netflix | Serie web, 1.ª temporada |                      |
| 2021    | Only One Person                | Madre de Young-chan              | JTBC    |                          |                      |
| 2022    | Mi diario de liberación        | Byeon Sang-mi                    | JTBC    |                          | [ 24 ]               |
| 2022    | Blind                          | In Seong-mo, madre de In-sung    | tvN     |                          | [ 25 ]               |
| 2022    | Bargain                        | Lee Chun-nam                     | TVING   | Serie web                | [ 26 ] [ 27 ] [ 28 ] |
| 2022    | La gloria                      | Madre de Do-yeong                | Netflix | Serie web, 1.ª temporada | [ 29 ]               |
| 2022-23 | El tranvía                     | Empleada del centro de bienestar | SBS     |                          |                      |
| 2023    | La gloria                      | Madre de Do-yeong                | Netflix | Serie web, 2.ª temporada | [ 8 ] [ 29 ]         |
| 2023    | Kim, el doctor romántico 3     | Ko Kyung-sook                    | SBS     | Tercera temporada        | [ 30 ]               |
| 2023    | Race                           | Hwa-ja                           | Disney+ | Serie web                |                      |
| 2023    | Una dosis diaria de sol        | Madre de Seo-wan                 | Netflix | Serie web                |                      |
| 2024    | La paradoja del asesino        | Madre de Lee Tang                | Netflix | Serie web                |                      |
| 2024    | La vorágine                    | Yoo Jeong-mi                     | Netflix | Serie web                | [ 3 ]                |
| 2025    | Si la vida te da mandarinas... | Kwon Kye-ok                      | Netflix | Serie web                | [ 31 ] [ 32 ]        |
| 2025    | El sabor de lo nuestro         | Presidente Han                   | ENA     |                          | [ 13 ]               |
| 2025    | Our Movie                      | Hwang Mi-seon                    | SBS     |                          | [ 33 ] [ 34 ]        |

## Premios y nominaciones
| Año  | Premios                                                          | Categoría                  | Papel                   | Resultado | Ref.   |
| ---- | ---------------------------------------------------------------- | -------------------------- | ----------------------- | --------- | ------ |
| 2019 | 18.º Festival de Cortometrajes Mise-en-scène                     | Premio especial del jurado | To Each Your Sarah      | Ganadora  | [ 6 ]  |
| 2022 | 23.º Festival Internacional de Cine de Jeonju - Concurso coreano | Mejor actriz               | Missing Yoon            | Ganadora  | [ 9 ]  |
| 2022 | 9.os Premios Estrella del Festival de Cine Católico              | Mejor actriz               | Time For Laundry To Dry | Ganadora  | [ 35 ] |
| 2023 | Festival Internacional de Cine de Busan                          | Actriz del año             | About My Daughter       | Ganadora  | [ 10 ] |